# Кронбург
Кронбург (нем. Kronburg) — община в Германии, в земле Бавария. 
Подчиняется административному округу Швабия. Входит в состав района Нижний Алльгой. Подчиняется управлению Иллервинкель.  Население составляет 1791 человек (на 31 декабря 2010 года). Занимает площадь 20,19 км².

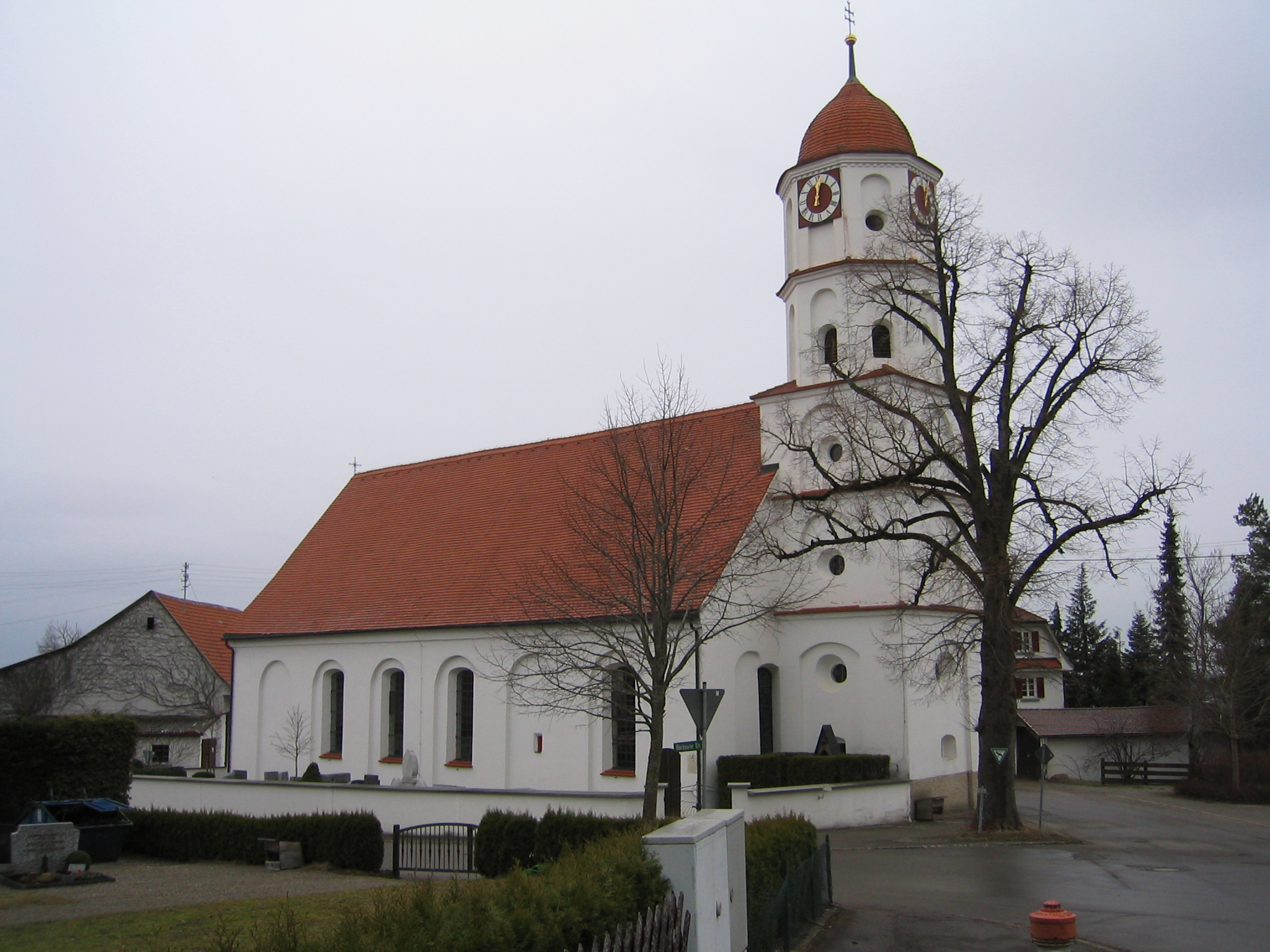
Кронбург

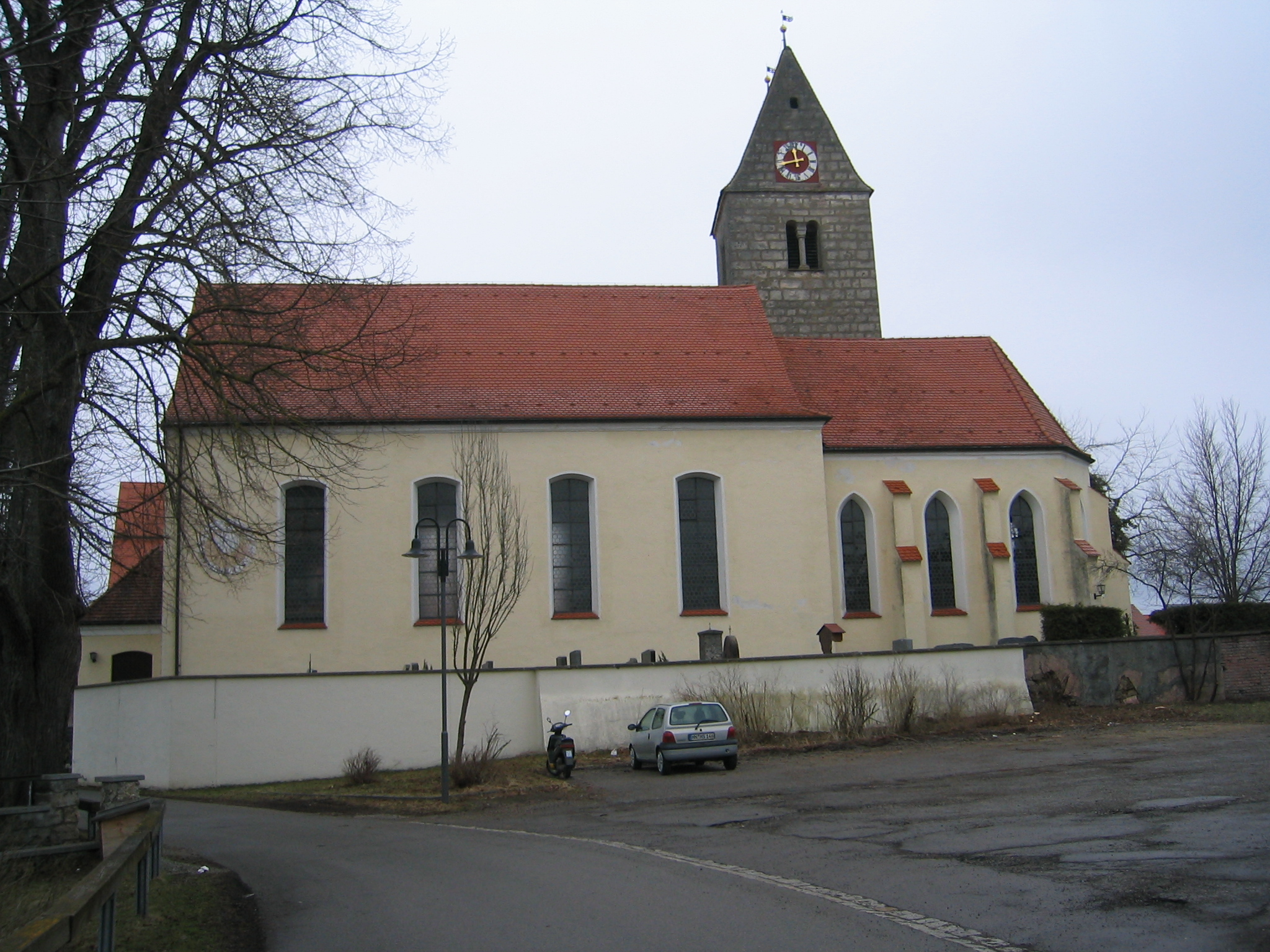
Кронбург